# Чињано (Бреша)
Чињано је насеље у Италији у округу Бреша, региону Ломбардија.
Према процени из 2011. у насељу је живело 600 становника. Насеље се налази на надморској висини од 70 м.